# Île Neba
L'île Neba est une île de Nouvelle-Calédonie dans les îles Belep appartenant administrativement à Poum.

## Géographie
Elle s'étend sur 14,15 km de longueur pour au maximum moins de 2 km de largeur. 

## Histoire
L'île était habitée au XIXe siècle. Son chef était alors Mandiaa Téa—Da'i.
Une partie de l'île a été louée à John Williams (1899) et Henri Williams (1904).
Lors de la Seconde Guerre mondiale, l'aviso Chevreuil, des Forces navales françaises libres, est envoyé en Nouvelle-Calédonie, par le commandant de la Marine dans le Pacifique, le capitaine de frégate Cabanier, pour des missions de maintien de l'ordre. Commandé par l'enseigne de vaisseau Fourlinnie, il fait un passage à Neba entre le 10 et le 13 décembre 1941.